# Apogonia pilosa
Apogonia pilosa är en skalbaggsart som beskrevs av Heller 1896. Apogonia pilosa ingår i släktet Apogonia och familjen Melolonthidae. Inga underarter finns listade i Catalogue of Life.